# Ždrilo
Ždrilo je naselje u sastavu Općine Posedarje, u Zadarskoj županiji, u sjevernoj Dalmaciji, u Republici Hrvatskoj.

## Uprava
- Ivica Klanac, načelnik Općine Posedarje.[4]
- Leonardo Rončević, pročelnik Jedinstvenog upravnog odjela Općine Posedarje.[5]

## Stanovništvo
Prema popisu stanovništva iz 2011. naselje je imalo 116 stanovnika, a prema popisu iz 2021. imalo je 93 stanovnika.
| broj stanovnika | 116   | 93    |
|                 | 2011. | 2021. |

## Zemljopis
Ždrilo graniči s Vinjercom i Posedarjom te ima izlaz na Novsko ždrilo i Velebitski kanal.
Prostire se na površini od 6,7 km2, a najviša točka Ždrila je Travnik (172 m). Ždrilo je od Zadra cestom udaljeno 31 km.

### Dijelovi naselja
Ždrilo čini jedan zaselak – Ždrilo Kneževići.
Ostali dijelovi su:
- Banovci
- Brina
- Golubinka
- Kusača
- Milinovača
- Pećina
- Porat
- Rt Korotanja
- Travnik
- Uvala Gaunarica
- Uvala Kusača
- Uvala Poljica
- Vlake.[7]

## Znamenitosti
- Kapelica sv. Antun Padovanski.

## Prometni položaj
Kroz Ždrilo prolaze autocesta A1 i cesta L63028 (Vinjerac – Posedarje).

## Obrazovanje
- Područna škola Ždrilo u sustavu Osnovne škole »Braća Ribar« Posedarje.